# Tsurumi (Jokohama)
Tsurumi (jap. 鶴見区 Tsurumi-ku) – jedna z 18 dzielnic Jokohamy, stolicy prefektury Kanagawa, w Japonii. Ma powierzchnię 33,23 km². W 2020 r. mieszkało w niej 297 555 osób, w 145 495 gospodarstwach domowych  (w 2010 r. 272 237 osób, w 124 181 gospodarstwach domowych).
Dzielnica została założona 1 października 1927 roku. Położona jest w północno-wschodniej części miasta. Graniczy z dzielnicami Kanagawa i Kōhoku, a także miastem Kawasaki. Na jej terenie znajdują się uczelnie Tsurumi University i Yokohama College of Commerce.
Tsurumi jest regionalnym centrum handlowym i miastem sypialnią centralnej Jokohamy i Tokio. Obszar przybrzeżny jest częścią strefy przemysłowej Keihin i jest najbardziej uprzemysłowionym regionem w Jokohamie. Główne fabryki to m.in.:
- ExxonMobil[5]
- Kirin Bīru
- Nissan Motors
- Toshiba
- Morinaga & Company
- Asahi Glass
- Tokyo Electric Power Company

## Galeria

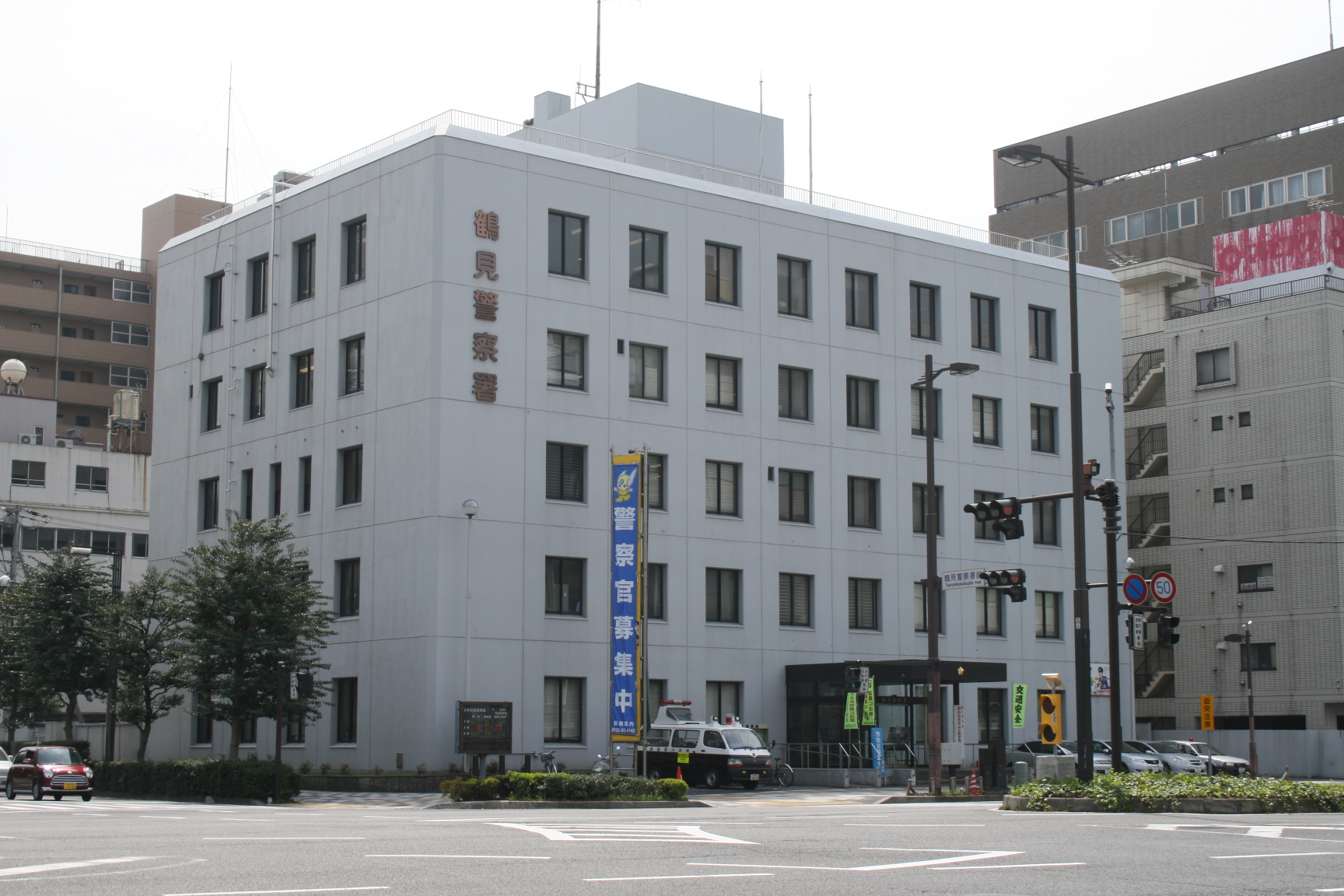
Komisariat policji
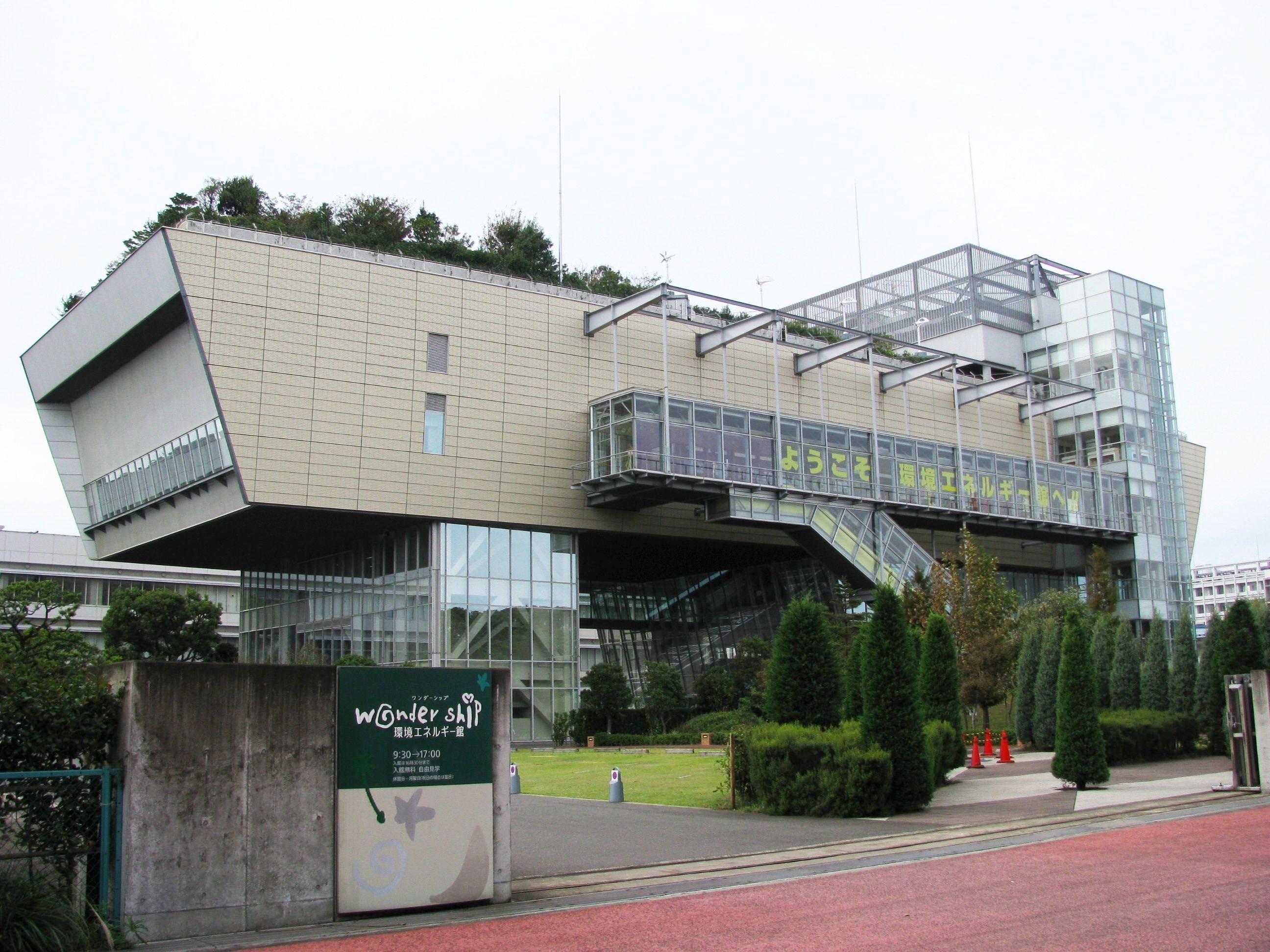
Budynek Tokyo Gas Wonder Ship
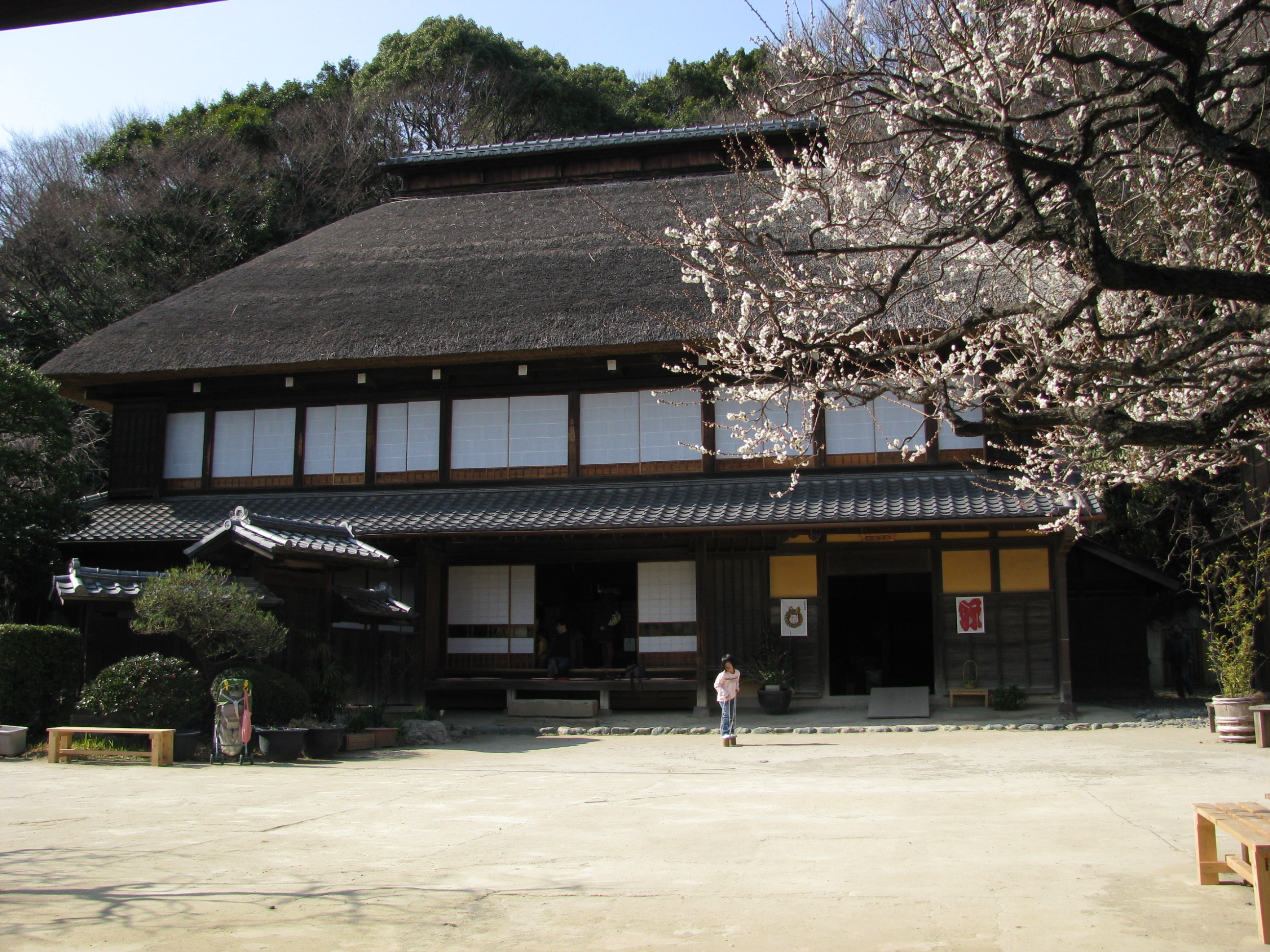
Była rezydencja rodziny Yokomizo
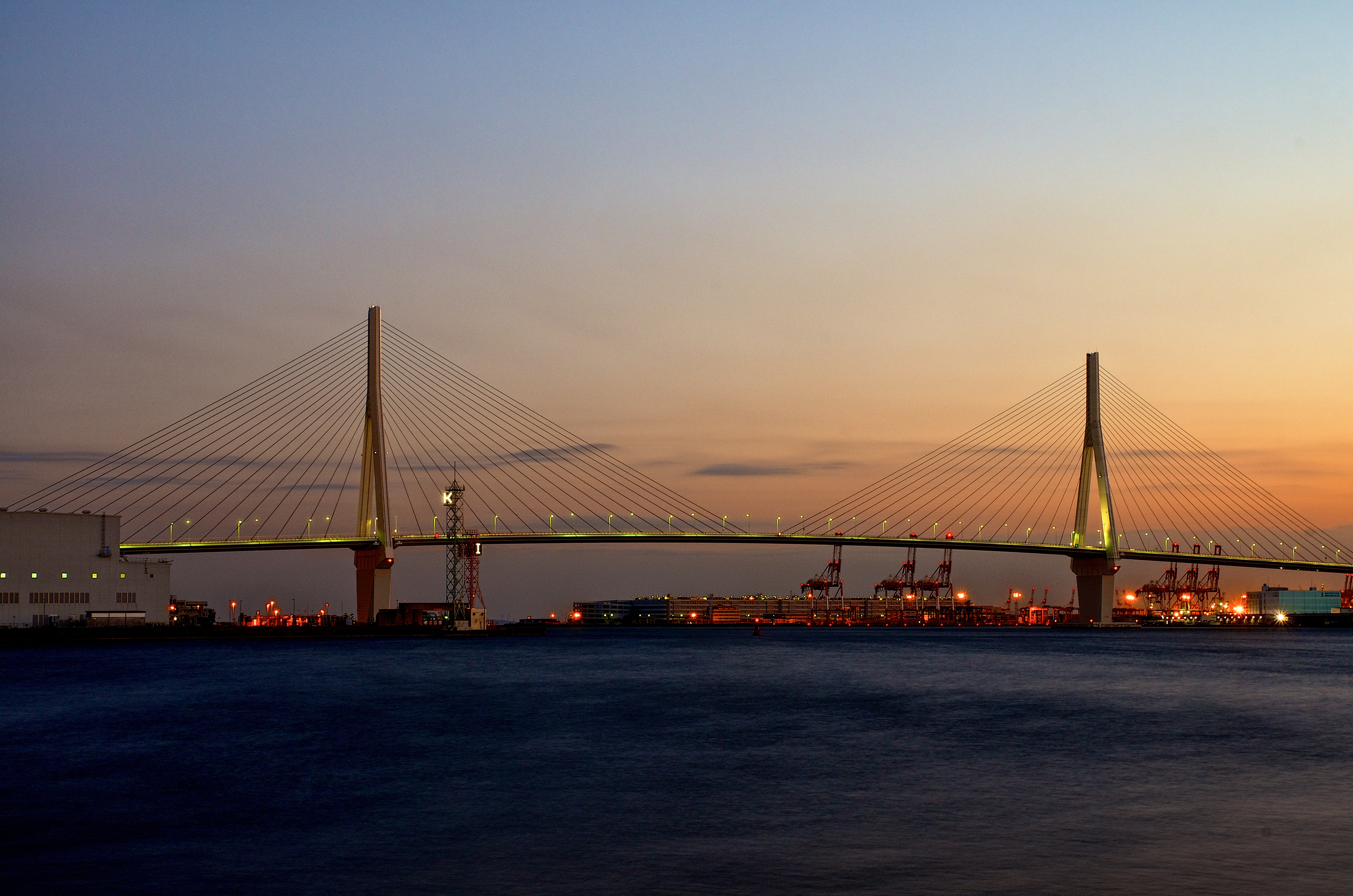
Most Tsurumi Tsubasa